# Divadelní představení
Divadelní představení v teatrologii označuje akt jedinečného provedení divadelní inscenace v konkrétním čase a prostoru. Jedna inscenace může být provedena několikrát, větším počtem představení – repríz. Představení je prezentováno před publikem jeho tvůrci. První představení v rámci inscenace se nazývá premiéra a poslední je derniéra. Před premiérou obvykle bývá generální zkouška.